# استیون اودوار-هزی
استیون اودوار-هزی (انگلیسی: Steven F. Udvar-Házy؛ زادهٔ ۱۹۴۶) کارآفرین، سرمایه‌دار و نیکوکار اهل مجارستان است، که بعنوان مدیرعامل شرکت هواپیمایی ایر لیز فعالیت می‌کند.